# Cnodifrontia dissimilis
Cnodifrontia dissimilis är en fjärilsart som beskrevs av William Lucas Distant 1898. Cnodifrontia dissimilis ingår i släktet Cnodifrontia och familjen nattflyn. Inga underarter finns listade i Catalogue of Life.